# M51 (galaxie)
Pour les articles homonymes, voir M51.
M51 (NGC 5194), aussi surnommée la galaxie du Tourbillon, est une galaxie spirale relativement rapprochée située à environ 7,225 ± 2,126 Mpc (∼23,6 millions d'al), selon des mesures non basées sur le décalage vers le rouge, dans la constellation des Chiens de chasse.
M51 est la première galaxie dont on a observé la structure spirale au milieu du XIXe siècle. De plus, cette galaxie est en interaction gravitationnelle avec sa plus proche compagne, la galaxie lenticulaire NGC 5195 (parfois désignée M51B).

## Description
La classe de luminosité de M51 est II-III et elle présente une large raie HI. Elle renferme également des régions d'hydrogène ionisé (HII). De plus, elle est une galaxie active de type Seyfert 2.5.
La luminosité de M51 dans l'infrarouge lointain (de 40 à 400 µm) est égale à 2,04 × 1010 {\displaystyle L_{\odot }} (1010,31{\displaystyle L_{\odot }}) et sa luminosité totale dans l'infrarouge (de 8 à 1 000 µm) est de 2,63 × 1010 {\displaystyle L_{\odot }} (1010,42{\displaystyle L_{\odot }}).
Selon la base de données NASA/IPAC, la vitesse de M51 par rapport au fond diffus cosmologique est de 696 ± 12 km/s.

## Histoire observationnelle

### Découverte de M51
M51 a été découverte par l'astronome français Charles Messier le 13 octobre 1773. Ce dernier l'a inscrite à son célèbre catalogue le 11 janvier 1774. Six jours auparavant, soit le 5 janvier 1774, l'astronome allemand Johann Elert Bode avait redécouvert indépendamment M51.
La galaxie compagne NGC 5195 n'a été découverte que le 21 mars 1781 par l'astronome français Pierre Méchain, mais on pense que les deux galaxies ont été observées par Messier.

### Structure spiralée
La première mention connue de la structure spirale de M51 fut rapportée par l'astronome irlandais William Parsons (dit Lord Rosse) en 1845, alors qu'il l'observait à l'aide de son télescope de 1,8 mètre de diamètre (72 pouces) situé au Château de Birr, en Irlande. Parsons en fit un premier croquis, publié en juin de la même année à la British Association for the Advancement of Science de Cambridge. Il en réalisera un second en 1850.
Le surnom de « galaxie du Tourbillon » (Whirlpool Galaxy en anglais) proviendrait d'une publication de 1847 du dessin de Parsons annoncée comme : « la nébuleuse du tourbillon de Lord Rosse ».

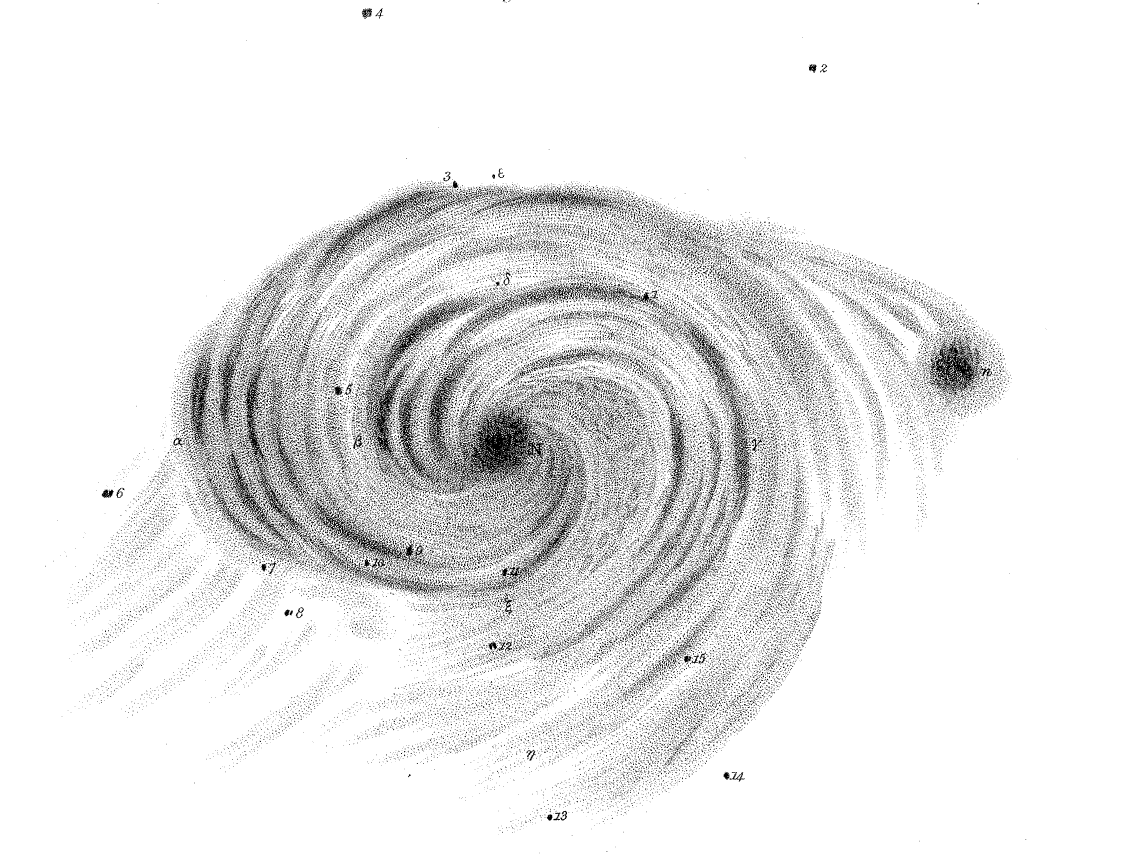
Second dessin de M51 réalisé par William Parsons, publié en 1850.

M51 fut la première « nébuleuse » connue exhibant une structure spirale. Depuis cette découverte, on donna le nom de nébuleuse spirale à d'autres objets du ciel profond à l'aspect similaire. Il faudra attendre les années 1920 et les travaux d'Edwin Hubble pour que les astronomes comprennent que la plupart de ces « nébuleuses » sont en fait d'autres galaxies, bien plus lointaines.

## Distance
La distance qui nous sépare de la galaxie M51 reste encore à ce jour incertaine. Selon les méthodes de calcul et d'observation utilisées, les valeurs obtenues restent plus ou moins fiables et précises :
Selon la base de données NASA/IPAC, la distance de Hubble de M51 est égale à 10,27 ± 0,74 Mpc (∼33,5 millions d'al). Cependant, comme pour plusieurs galaxies du groupe de M101 et du groupe de M51 (voir en fin de page), la distance de Hubble est souvent très différente de la distance mesurée par des méthodes indépendantes du décalage vers le rouge. Certaines galaxies se déplacent dans le groupe avec des vitesses propres qui ne sont pas négligeables par rapport à la vitesse de récession produite par l'expansion de l'Univers. Si une galaxie du groupe se dirige vers la Voie lactée, on obtient une distance de Hubble plus petite que la distance réelle de la galaxie et, dans le cas contraire, une distance plus grande.
Dans le cas de M51, 53 mesures non basées sur le décalage vers le rouge (redshift) ont été réalisées à ce jour. La distance de cet échantillon donne une valeur de 7,225 ± 2,126 Mpc (∼23,6 millions d'al). Selon ces mesures, la distance de M51 est comprise entre 16,6 et 30,5 millions d'années-lumière.
Une valeur plus précise de 8,4 ± 0,7 Mpc (∼27,4 millions d'al) a été obtenue en se basant sur les supernovas SN 2005cs et SN 2011dh. Une dizaine d'autres articles portant sur l'évaluation de la distance de M51 ont été publiés depuis 2012. La valeur moyenne des distances de ces articles est de 7,76 ± 0,93 Mpc (∼25,3 millions d'al).
Selon une étude publiée en 2023, la distance de M51 serait égale à 7,50 ± 0,24 Mpc (∼24,5 millions d'al). Cette valeur est basée sur l'observation de céphéides et de la supernova SN 2005cs.

## Morphologie
M51 est une galaxie spirale de grand style, c'est-à-dire dont les bras spiraux sont bien définis. On pense par ailleurs que le dessin majestueux de ses bras est en partie dû à l'influence gravitationnelle de la galaxie compagne NGC 5195. M51 présente deux bras spiraux majeurs qui s'enroulent autour de son bulbe central. Ces derniers effectuent par endroits des virages serrés, s'apparentant à des « coudes » probablement causés par l'interaction avec NGC 5195. Le bras spiral Nord se termine en rejoignant la galaxie compagne, mais en réalité celui-ci passe devant celle-ci depuis notre point de vue.

La paire de galaxies M51 et NGC 5195 (à droite) imagée par le télescope spatial Hubble (2005).

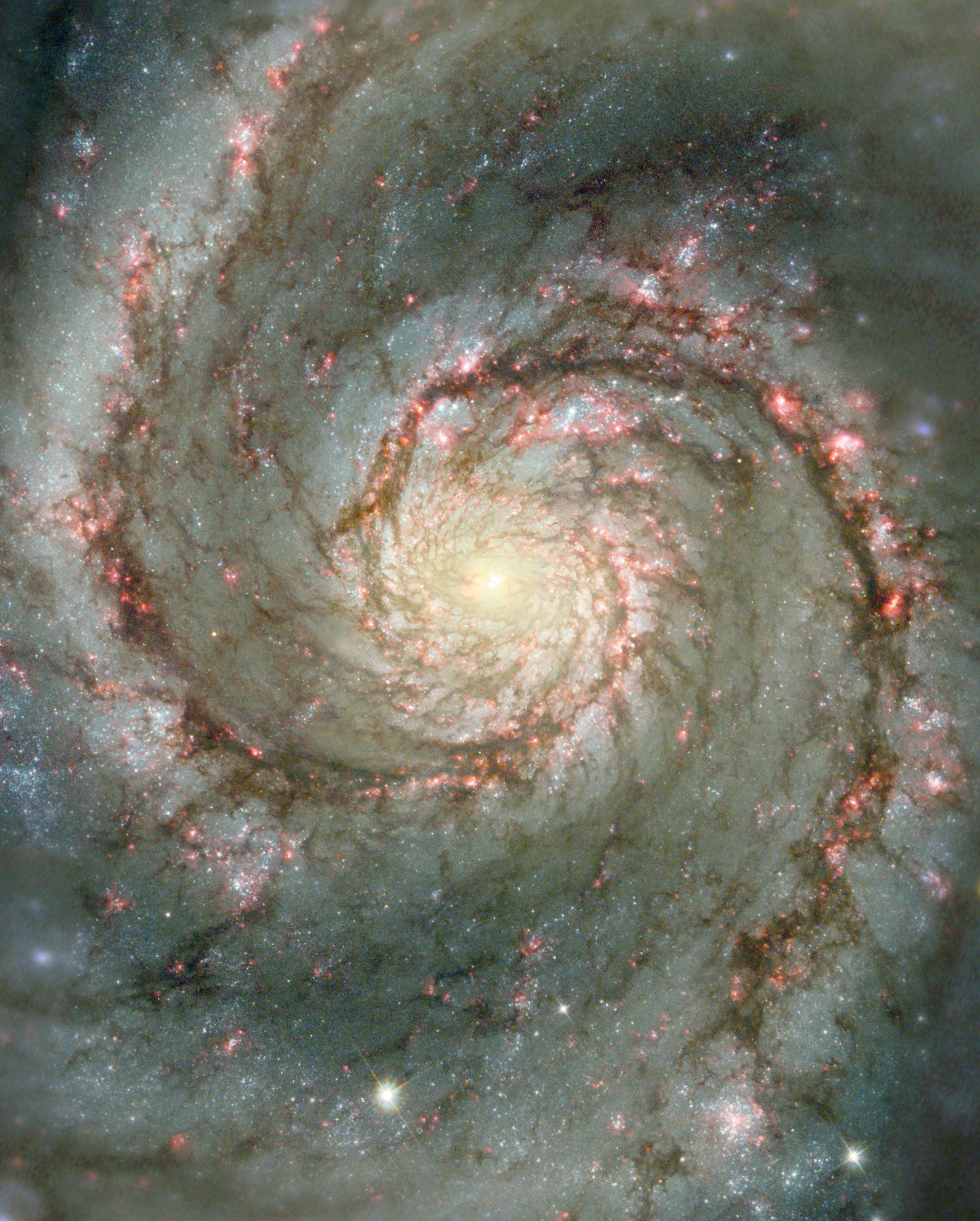
Détail de M51 réalisé par Hubble.

M51 a été utilisée par Gérard de Vaucouleurs comme une galaxie de type morphologique SA(s)bc dans son atlas des galaxies,. Avec NGC 5195, elle figure également dans l'atlas des galaxies particulières d'Halton Arp sous la cote Arp 85.

### Interaction avec NGC 5195
M51 forme une paire de galaxies en interaction avec sa voisine NGC 5195. À ce jour, le déroulement précis de leur interaction reste à débat. Deux hypothèses existent à ce sujet, basées sur des simulations numériques et des études cinématiques : celle où NGC 5195 aurait effectuée plusieurs rencontres rapprochées avec M51, et celle d'une rencontre unique.
Selon la première hypothèse, NGC 5195 pourrait avoir traversé le disque de M51 il y a entre 500 et 600 millions d'années, le pénétrant de l'arrière vers notre direction, avant d'effectué un autre croisement il y a entre 50 et 100 millions d'années jusqu'à sa position présente, soit légèrement à l'arrière de M51. Dans un article publié en 2020, la première rencontre est indiquée comme avoir eu lieu il y a entre 400 et 500 millions d'années.
L'interaction entre les deux galaxies a amélioré le taux de formation d'étoiles dans M51, et plus particulièrement dans son bras spiral Nord. On pense également que de la matière interstellaire, sous forme de gaz, provenant de M51 a pu être accrétée par NGC 5195.

#### Débris de marée
M51 et NGC 5195 sont entourées de débris de marée qui apparaissent sous la forme d'une vaste étendue diffuse visible en imagerie optique (lumière visible) ou infrarouge. Ces débris, principalement constitués d'étoiles, ont pour origine l'interaction qui se joue entre les deux galaxies. Au Nord-Ouest de M51, se trouve notamment un grand panache diffus qui s'étend jusqu'à une distance d'environ 43 kpc (∼140 000 al) depuis le centre de cette galaxie. Abritant essentiellement de vieilles étoiles, ce dernier s'est probablement formé il y a quelques centaines de millions d'années.

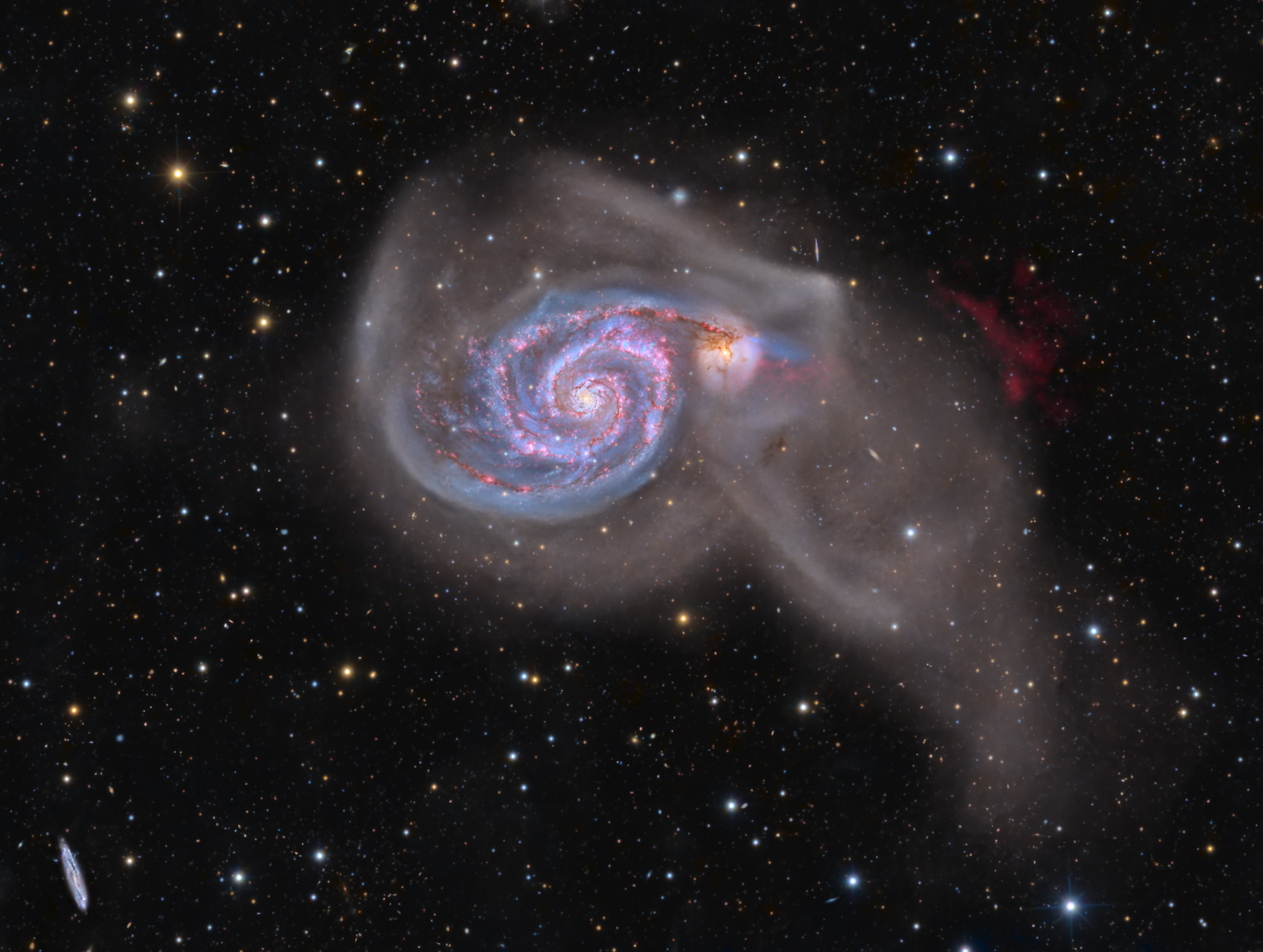
Visualisation des débris de marée (régions diffuses) autour de M51 et NGC 5195. Cette image est issue d'un temps de pose de près de 255h et révèle aussi le nuage ionisé (en rouge, à droite) découvert en 2018.

Un article publié en 2018 rapporte la découverte d'un vaste nuage d'hydrogène ionisé à environ 32 kpc (∼104 000 al) au Nord de la paire de galaxies. La taille de cette nébuleuse est immense, 25 par 7,5 kpc. Pour expliquer la présence de ce vaste nuage, les auteurs de l'étude privilégient les modèles dans  lesquels les gaz ont été expulsés du système d'interaction de M51 par des forces de marée ou par des vents provenant d'une période de sursaut de formation d'étoiles. Ce dernier scénario soulève la possibilité que ce soit un exemple de nébuleuse fossile AGN ou d'un écho lumineux semblable au voorwerp de Hanny près de la galaxie IC 2497.

## Centre de la galaxie

### Formation d'étoiles
Grâce aux observations du télescope spatial Hubble, on a détecté un disque de formation d'étoiles autour du noyau de M51. La taille de son demi-grand axe est estimée à 600 pc (~1 955 années-lumière). L'efficacité actuelle de formation d'étoiles définie comme étant le rapport de la masse des nouvelles étoiles à la masse du gaz impliqué n'est cependant que d'environ 1 %, une valeur comparable à la valeur globale de la Voie lactée et d'autres galaxies spirales. On estime que ce taux élevé ne durera pas plus de 100 millions d'années.

### Trou noir supermassif
Selon les auteurs d'un article publié en 2002, la masse du trou noir central de M51 (NGC 5194) est de 8,91 x 106{\displaystyle M_{\odot }} (106,95{\displaystyle M_{\odot }}).
Selon une étude publiée en 2009 et basée sur la vitesse interne de la galaxie mesurée par le télescope spatial Hubble, la masse du trou noir supermassif au centre de M51 serait comprise entre 430 milles et 2,3 millions de {\displaystyle M_{\odot }}. Une autre étude réalisée auprès de 90 galaxies de type Seyfert 2 utilisant la dispersion des vitesses a permis d'estimer la masse des trous noirs supermassifs centraux de celles-ci. Pour M51, la masse du trou noir est égale à 8,9 × 106 {\displaystyle M_{\odot }} (106,95).
Selon les auteurs d'un article publié en 2012, la connaissance de la masse d'un trou noir central et du taux d'accrétion de celui-ci permet d'estimer le taux de formation d'étoiles dans la région centrale des galaxies de Seyfert. Ce taux pour M51 serait à l'intérieur et à l'extérieur d'un rayon de 1 kpc respectivement de 0,28 {\displaystyle M_{\odot }}/an  et de 2,2 {\displaystyle M_{\odot }}/an.
Les images obtenues par le télescope spatial Hubble ont permis aux astronomes de voir ce qui pourrait être un immense disque de poussière qui nourrit le trou noir supermassif au centre de M51. Ces observations furent rapportées par Holland Ford de l'Université Johns-Hopkins.

## Objets célestes atypiques

### Structure en forme de «X»
Des images du centre de M51 prises par Hubble montrent une étonnante structure sombre en forme de « X » à la position exacte du trou noir supermassif.

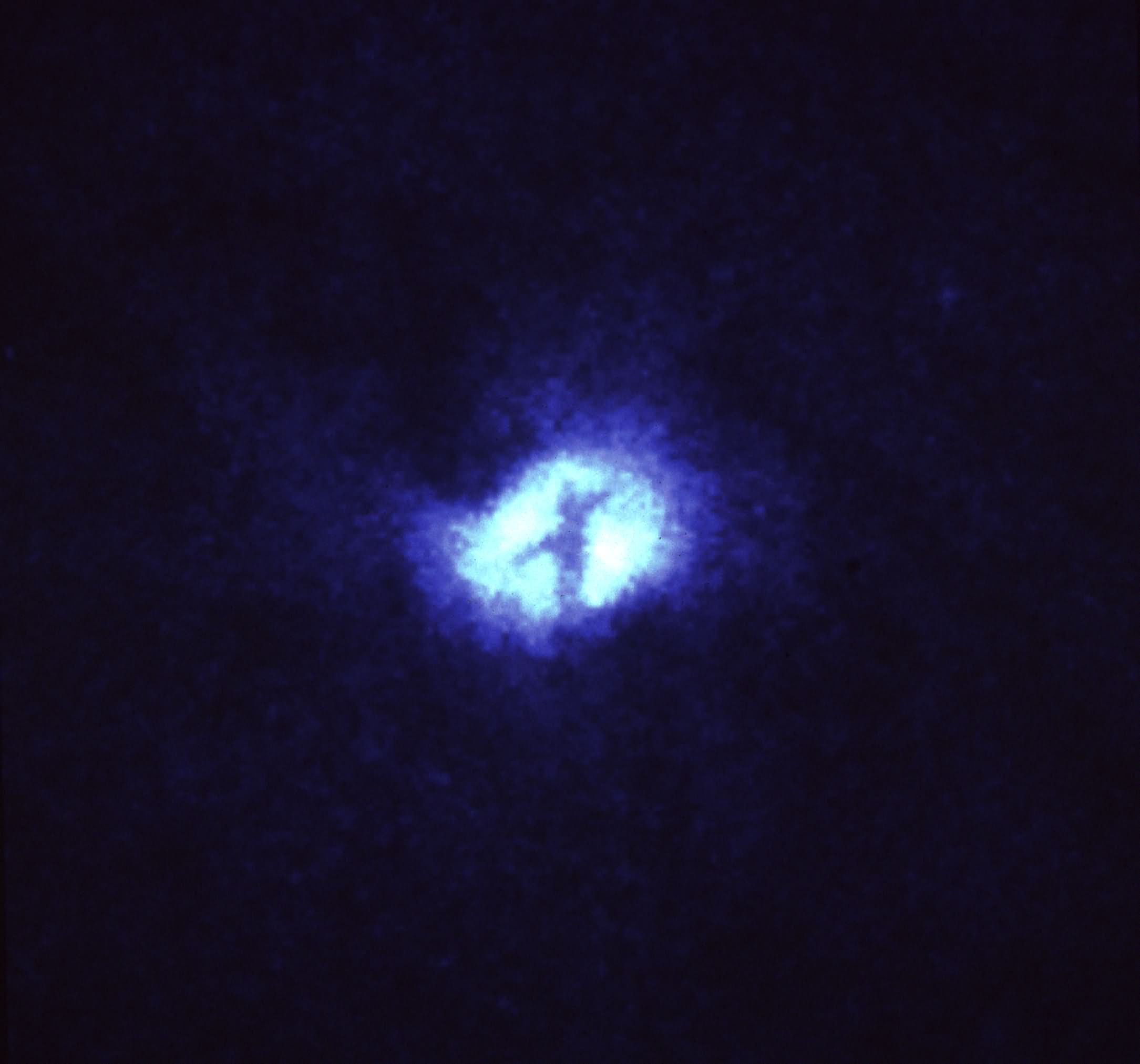
L'étonnante structure en forme de « X » au centre de M51 (Hubble).

La barre la plus large et la plus foncée du « X » pourrait être un anneau de poussière d'une centaine d'années-lumière de diamètre qui nous cacherait le trou noir et son disque d'accrétion. La seconde barre du « X » pourrait être un autre disque de poussière vu par la tranche ou possiblement du gaz et de la poussière en rotation dans M51 qui intersectent les cônes des jets de matière ionisée émis par le trou noir,.

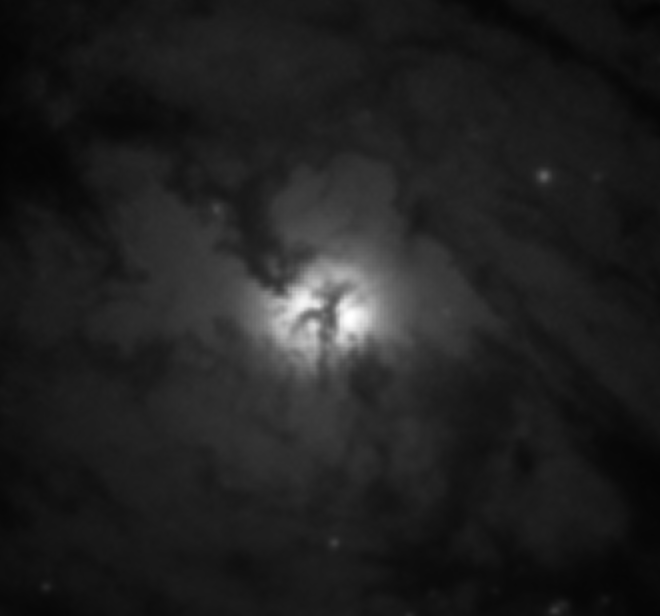
Autre image plus détaillée du « X » de M51 prise par Hubble.

### Étoile obscurcie
Dans une étude publiée en 2021, en comparant les relevés issus de précédentes observations de M51 par le télescope spatial Hubble, une équipe de chercheurs a découvert que l'étoile M51-DSI, une supergéante rouge située dans la dite galaxie, a disparu entre 2017 et 2019. De par ses caractéristiques, cette disparition fut interprétée comme une possible « supernova ratée », où l'étoile se serait effondrée sur elle-même donnant directement naissance à un trou noir, sans produire un accroissement de sa luminosité. Cette hypothèse fut cependant rejetée après que l'étoile soit réapparue au cours de l'année 2021. On pense que M51-DSI a plus vraisemblablement connue une importante éruption de matière ayant assombrie l'étoile vue depuis la Terre, la faisant ainsi disparaître temporairement. Ce phénomène, déjà observé à moindre intensité avec Bételgeuse en 2019, reste relativement rare.

### Exoplanète
En septembre 2020, le télescope spatial Chandra détecte une possible exoplanète, nommée M51-ULS-1b, en orbite autour de M51-ULS-1, une binaire X de grande masse. Son existence a été de nouveau confirmée le 25 octobre 2021 par la NASA qui précise ses observations sur 55 systèmes de M51, 64 dans M101 et 116 dans M104. Le phénomène, présumé comme le passage d'une exoplanète, n'avait été détecté que sur M51-ULS-1. Or, le prochain passage est prévu dans 70 ans environ, ce qui reste difficile à confirmer.
Il s'agit de la toute première exoplanète détectée en dehors de la Voie lactée. Cette découverte a été réalisée grâce aux transits que la planète effectue devant une source de rayons X, qui peut être soit une étoile à neutrons soit un trou noir, en étoile binaire d'objets compacts avec une étoile supergéante, probablement de type B,.

## Observation (amateur)

### Repérage
Dans le ciel terrestre, la galaxie M51 se trouve près de la frontière entre la constellation des Chiens de chasse et celle de la Grande Ourse. Elle peut être repérée en utilisant Alkaïd (η UMa), la dernière étoile qui compose l'extrémité du manche de la Grande Casserole (Grande Ourse). Depuis celle-ci, M51 se trouve à environ 3,5° vers le sud-ouest.

### Observation
Avec une magnitude apparente égale à 8,4, M51 peut être distinguée sous un ciel sombre à l'aide d'une paire de jumelles dont l'ouverture est d'au moins 40–50 mm, ou d'un petit télescope. Elle apparaît alors sous la forme d'une faible tâche floue. Avec un télescope de 60 mm, les noyaux de M51 et de NGC 5195 peuvent être résolus séparément. Un instrument de 200 mm est nécessaire pour commencer à distinguer la structure spiralée.
Comme c'est souvent le cas pour de nombreux objets du ciel profond à l'aspect nébulaire, la véritable étendue et les détails de la structure de M51 ne peuvent être obtenus qu'en astrophotographie.
Puisque sa déclinaison est supérieure à 47°, M51 est toujours située au-dessus de l'horizon pour un observateur situé à une latitude nordique supérieure à 43°. Il s'agit par conséquent d'un objet circumpolaire.

## Supernova
Trois supernovas ont été découvertes dans M51 : SN 1994I (en), SN 2005cs (en) et SN 2011dh (en). En 2019, on a observé une supernova imposteuse désignée comme AT 2019abn.

### SN 1994I
Cette supernova a été découverte le 2 avril 1994 par les astronomes amateurs américains Tim Puckett et Jerry Armstrong, puis rapportée par les amateurs Wayne Johnson, Doug Millar, Richard Berry et Reiki Kushida. D'une magnitude apparente de 13,5 au moment de sa découverte, elle était de type Ic.

### SN 2005cs

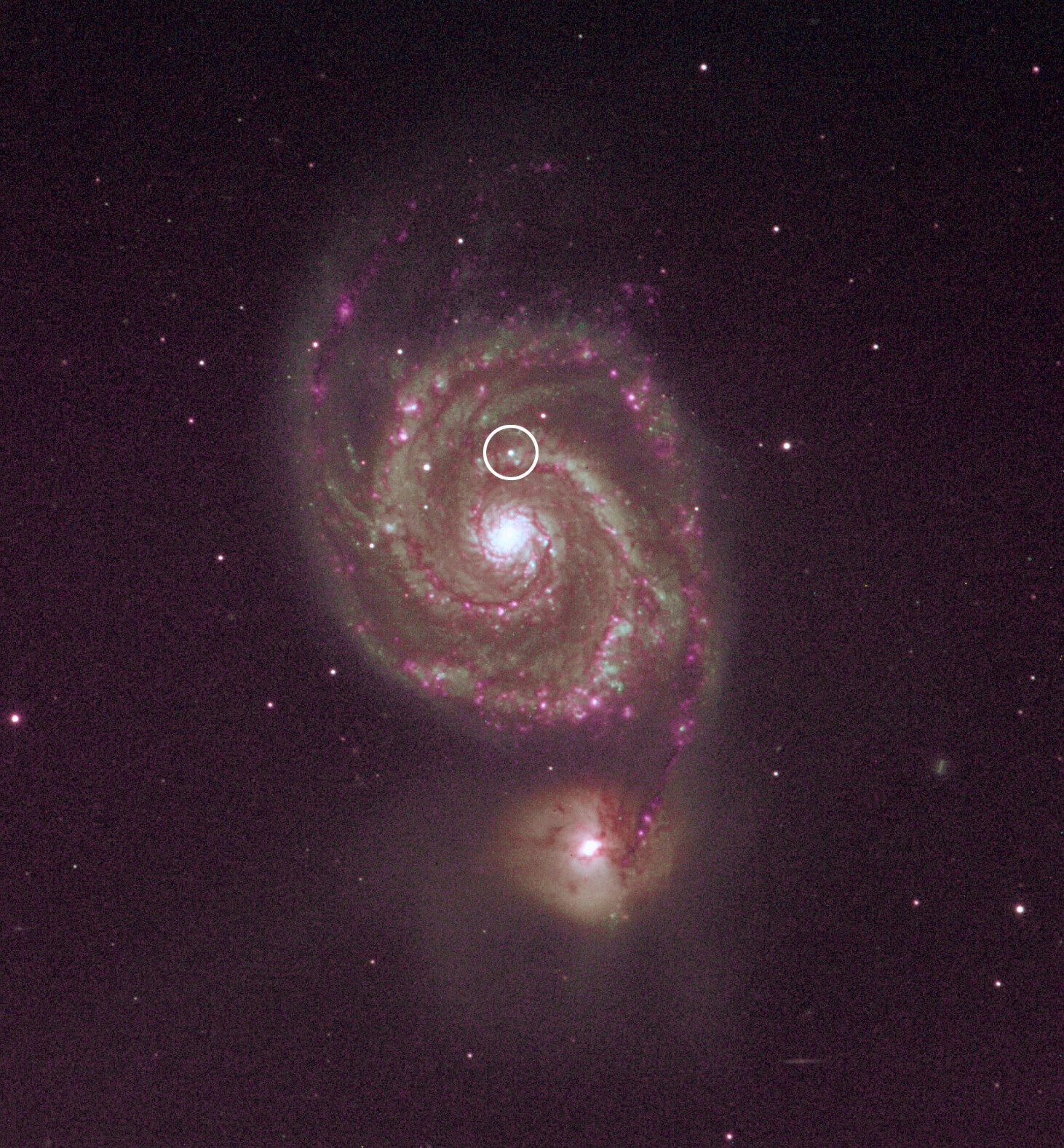
La supernova SN 2005cs (point lumineux au centre du cercle) vue dans la galaxie M51 (NOAO).

Cette supernova a été découverte le 28 juin 2005 par l'astronome amateur allemand Wolfgang Kloehr,. D'une magnitude apparente de 14 au moment de sa découverte, elle était de type II.

### SN 2011dh
Cette supernova a été découverte le 31 mai 2011 (ou le 1er juin 2011 selon la base de données TNS (Transit Name Serveur)) par Tom Reiland, Thomas Griga, Amedee Riou et Stephane Lamotte Bailey. D'une magnitude apparente de 14 au moment de sa découverte, elle était de type IIP.
Une candidate progénitrice a pu être détectée par le télescope spatial Hubble. Il est probable qu'il s'agissait à l'origine d'une étoile supergéante jaune d'une masse entre 18 et 24 masses solaires. Une image publiée sur le site de l'Astronomy Picture Of the Day montre M51 avant et après l'explosion de cette étoile.

### AT 2019abn
Cette supernova imposteuse a été découverte le 22 janvier 2019 par le relevé astronomique Zwicky Transient Facility de l'observatoire Palomar. Cet événement transitoire a ensuite été relié à une nova rouge lumineuse. Le progéniteur a été détecté dans les images infrarouges du télescope spatial Spitzer. Aucun objet n'a pu être détecté dans les images d'archive du télescope spatial Hubble, indiquant que l'étoile progénitrice a été énormément obscurcie par la poussière interstellaire. AT 2019abn a atteint une magnitude apparente maximale de 17 et une magnitude absolue de -14,9.

## Groupe de M51 et de M101
Selon A.M. Garcia, M51 est le principal membre d'un groupe de galaxies qui porte son nom. Le groupe de M51 (NGC 5194 dans l'article de Garcia) compte au moins 10 membres. Les autres membres de ce groupe sont NGC 5023, NGC 5055 (M63), NGC 5195, NGC 5229, IC 4263, UGC 8215, UGC 8308, UGC 8320 et UGC 8331.
D'autre part, dans un article publié en 1998, Abraham Mahtessian indique que M51 fait partie d'un groupe plus vaste qui compte plus de 80 galaxies, le groupe de M101. Plusieurs galaxies de la liste de Mahtessian se retrouvent également dans d'autres groupes décrit par A.M. Garcia, soit le groupe de NGC 3631, le groupe de NGC 4051, le groupe de M109 (NGC 3992), le groupe de NGC 4051, le groupe de M106 (NGC 4258) et le groupe de NGC 5457.
Plusieurs galaxies de ces six groupes de Garcia ne figurent pas dans la liste du groupe de M101 de Mahtessian. Il y a plus de 120 galaxies différentes dans les listes des deux auteurs. Puisque la frontière entre un amas et un groupe de galaxies n'est pas clairement définie (on parle de 100 galaxies et moins pour un groupe), on pourrait qualifier le groupe de M101 d'amas galactique contenant plusieurs groupes de galaxies.
Les groupes de M101 et de M51 font partie de l'amas de la Grande Ourse, l'un des amas de galaxies du superamas de la Vierge.

## Galerie

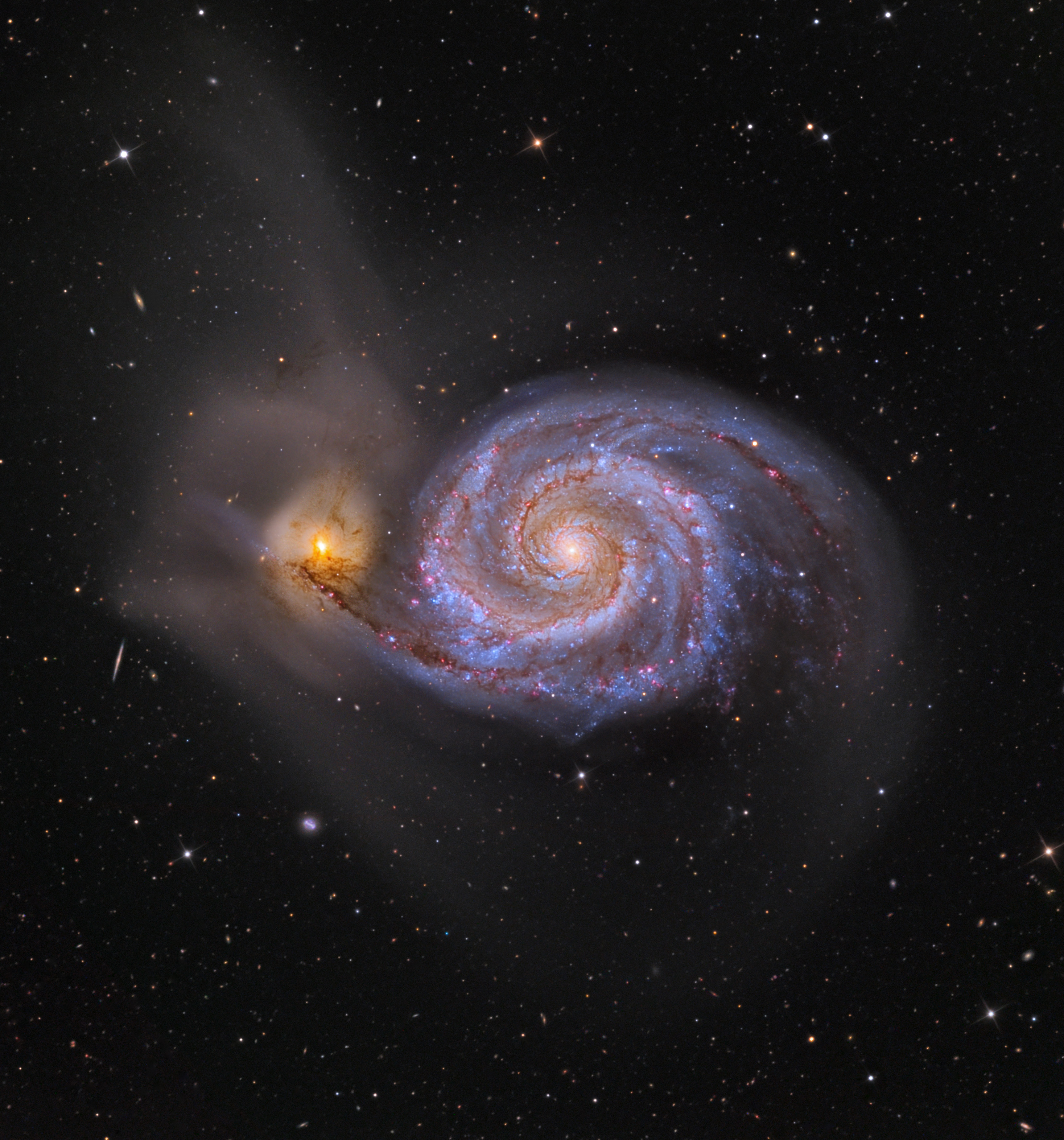
M51 imagée par Adam Block (observatoire du mont Lemmon/Université de l'Arizona).
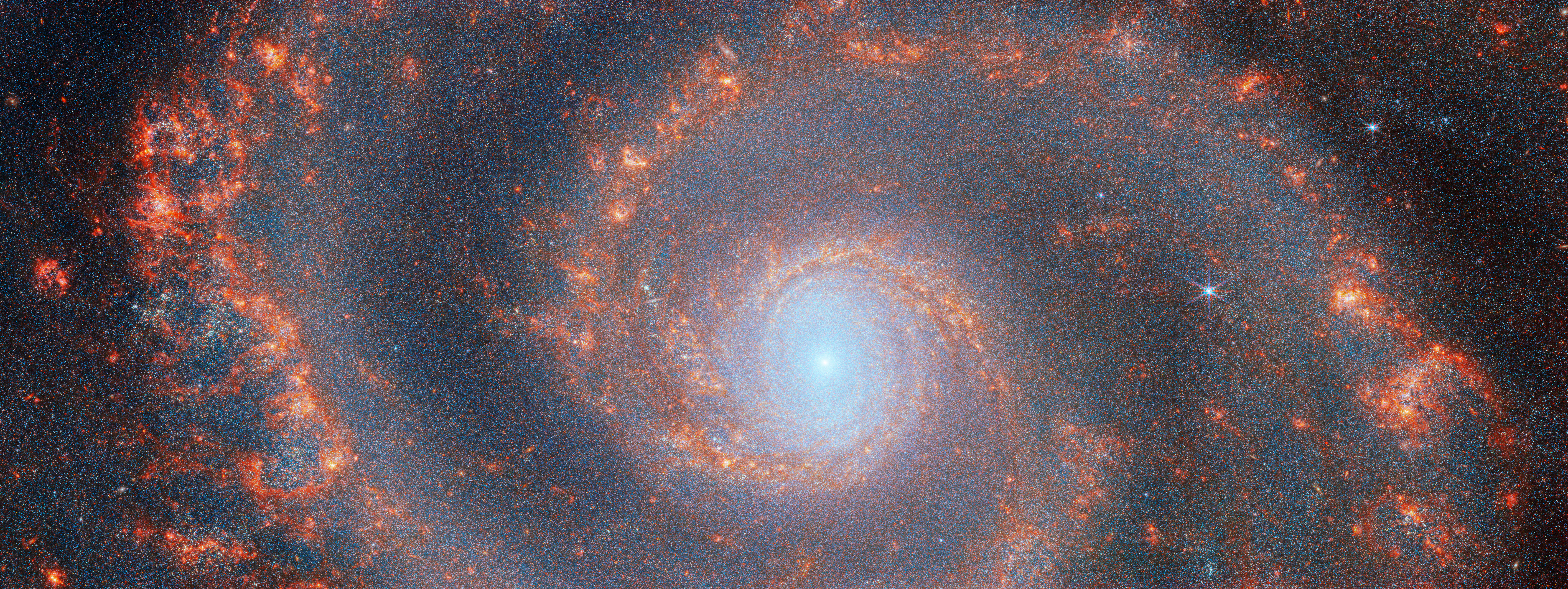
Détail de M51 imagé par l'instrument NIRCam du télescope spatial James Webb (infrarouge proche).
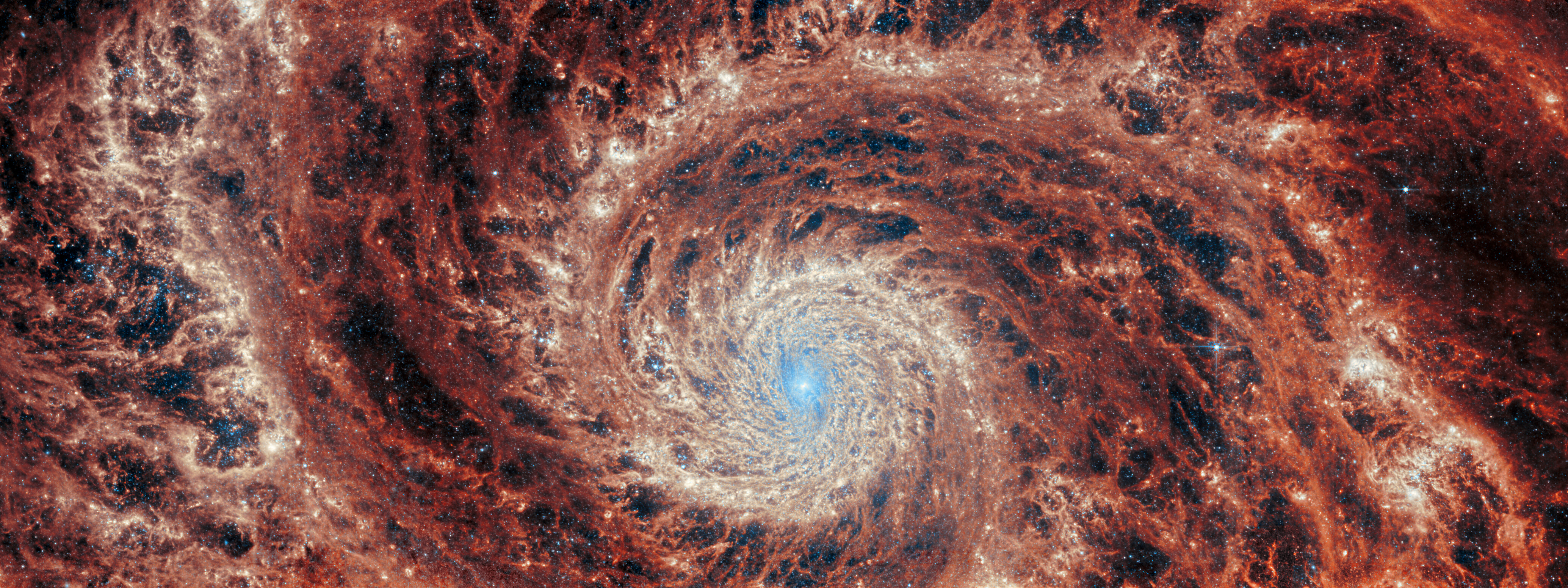
Même détail de M51, ici imagé par l'instrument MIRI du télescope spatial James Webb (infrarouge moyen).
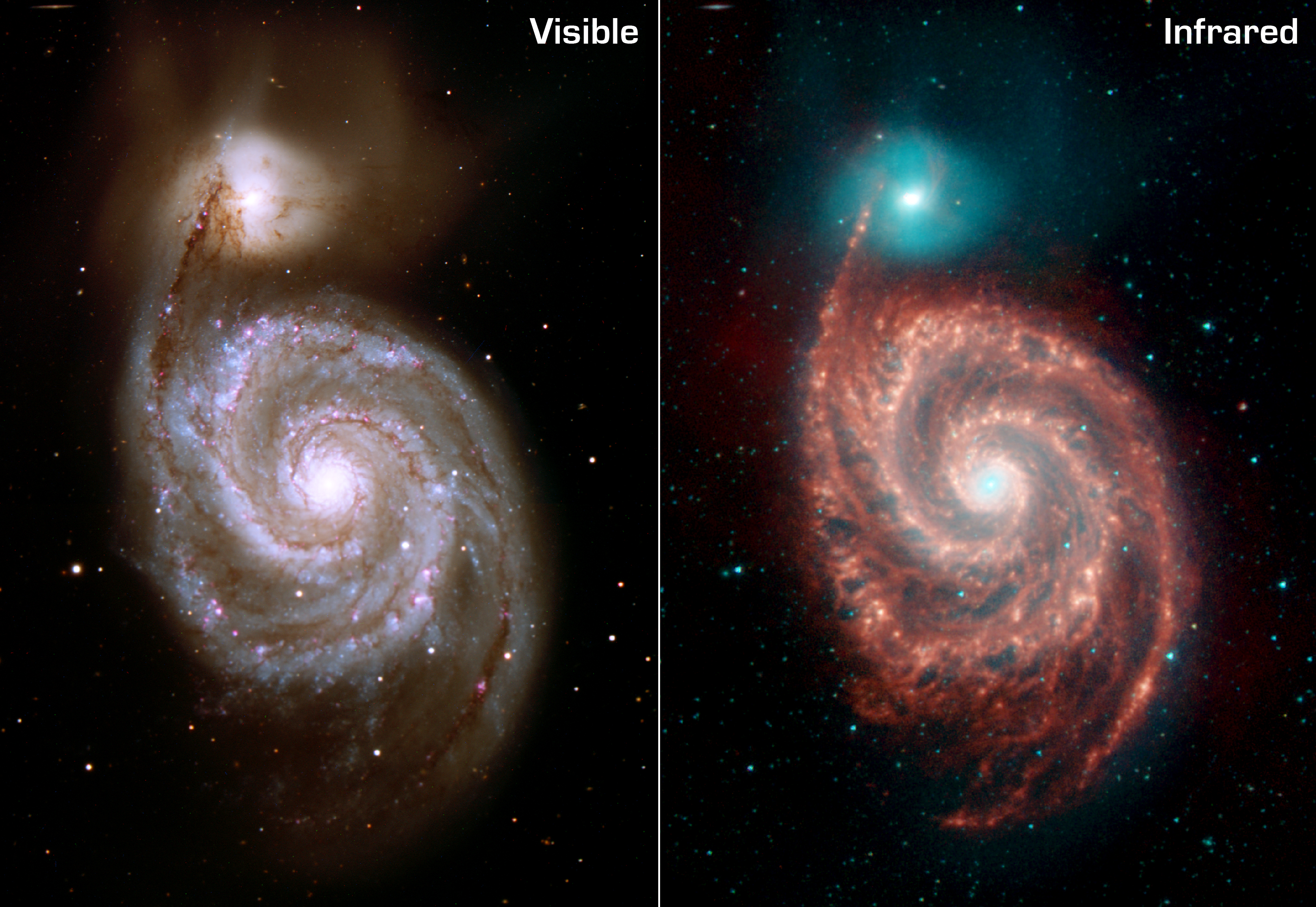
Comparaison de l'apparence de M51 en lumière visible par l'observatoire de Kitt Peak et en infrarouge par le télescope spatial Spitzer.
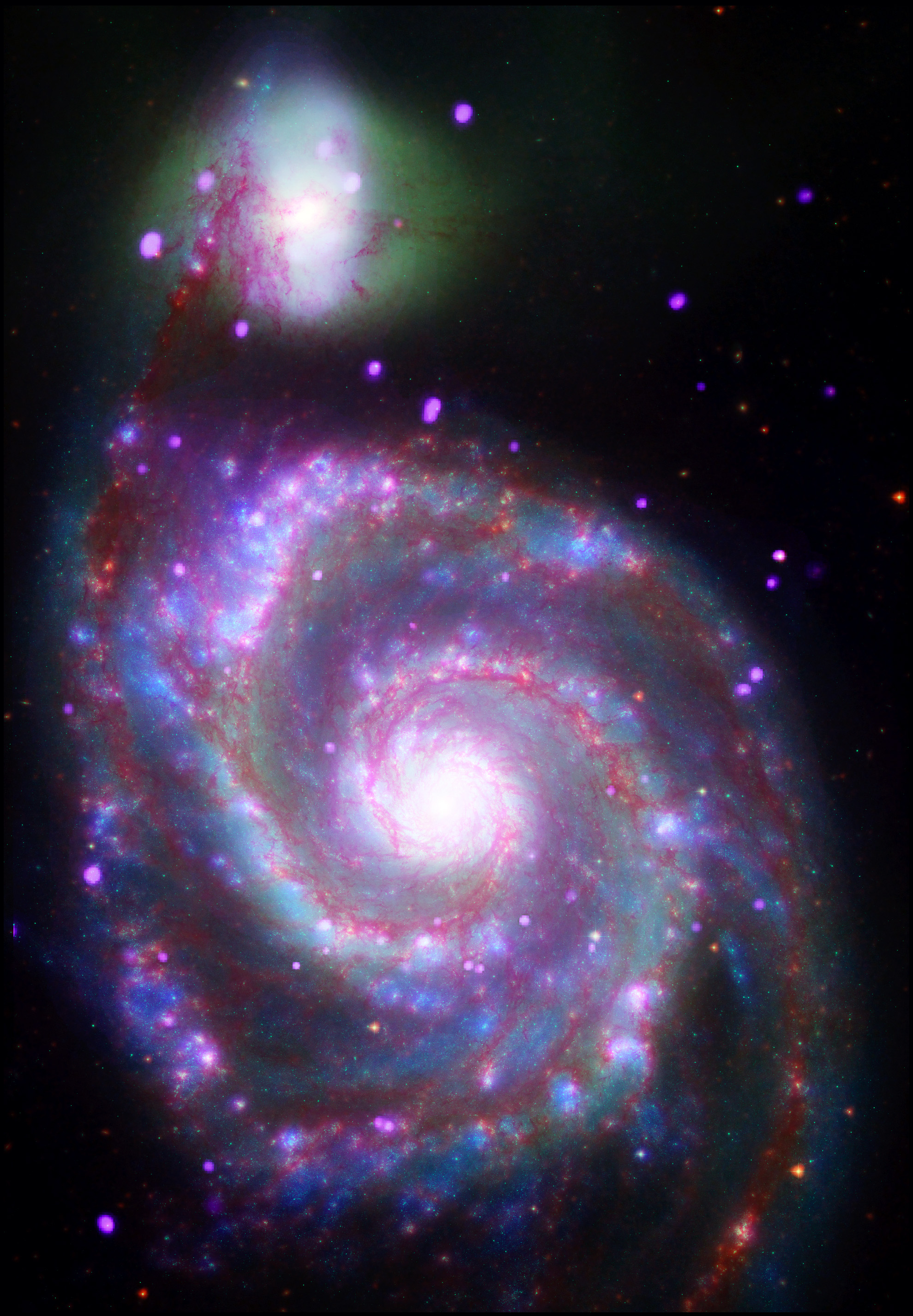
Image composite de M51 basée sur les observations des télescopes spatiaux Hubble, Spitzer, GALEX et Chandra[b].